# Igor Pogorzelski
Igor Pogorzelski (ur. 28 marca 1953 w Łodzi) – polski reżyser dźwięku, konsultant muzyczny i operator dźwięku, wykładowca akademicki.

## Życiorys
Ukończył studia na wydziale reżyserii dźwięku w warszawskim Uniwersytecie Muzycznym. W zakresie zaawansowanych technologii dźwięku i systemów radiowych odbył staże w Niemczech, Szwajcarii, Francji i Wielkiej Brytanii.
Jako reżyser dźwięku zadebiutował w filmie Prognoza pogody w reżyserii Antoniego Krauze.
W ramach współpracy ze szwajcarskim koncernem Merging Technologies opracował i wdrożył technologie nagrań muzycznych wysokiej definicji m.in. w Akademii Muzycznej w Łodzi. Współpracuje z Filharmonią Narodową, Narodową Orkiestrą Polskiego Radia i Operą Narodową w ramach cyfrowej rejestracji oraz masteringu nagrań i multimediów.
Jest nauczycielem akademickim w Polsko–Japońskiej Akademii Technik Komputerowych na wydziale Sztuki Nowych Mediów. Prowadzi seminaria z muzyki i dźwięku w filmie oraz technik radiowych. Współpracuje z Uniwersytetami Trzeciego Wieku, prowadząc jako filmoznawca wykłady z muzyki, dźwięku i technologii multimedialnych. Jest członkiem Stowarzyszenia Filmowców Polskich.

## Filmografia
- 1978: Znaki zodiaku – współpraca dźwiękowa
- 1979: Zielone lata – współpraca dźwiękowa, konsultacja muzyczna
- 1979: Doktor Murek – współpraca dźwiękowa
- 1980: Miś – efekty dźwiękowe, konsultacja muzyczna, współpraca dźwiękowa
- 1980: Dzień Wisły – współpraca dźwiękowa
- 1981: Filip z konopi – współpraca dźwiękowa, konsultacja muzyczna
- 1981: Miłość ci wszystko wybaczy – współpraca dźwiękowa
- 1981: Hokus-pokus – opracowanie dźwięku
- 1982: Prognoza pogody – reżyseria dźwięku, konsultacja muzyczna
- 1982: Bluszcz – dźwięk, konsultacja muzyczna

Źródło: Filmpolski.pl